# Widzę, widzę
Widzę, widzę (niem. Ich seh, Ich seh) – austriacki horror z 2014 roku w reżyserii Severina Fiali i Veroniki Franz. Reżyserzy ci prywatnie są dla siebie siostrzeńcem i ciotką, a łączy ich postać odpowiednio wuja i męża, a zarazem producenta filmu - Ulricha Seidla. Zdjęcia do filmu kręcono w Dolnej Austrii (m.in. w Raabs an der Thaya).
Światowa premiera filmu miała miejsce 30 sierpnia 2014 podczas 71. MFF w Wenecji, w ramach którego obraz brał udział w sekcji "Horyzonty". Polska premiera filmu nastąpiła 30 lipca 2015 w ramach 15. MFF Nowe Horyzonty we Wrocławiu. Do ogólnopolskiej dystrybucji kinowej obraz wszedł w dniu 12 lutego 2016.
Film został wyselekcjonowany jako oficjalny kandydat Austrii do Oscara za najlepszy film nieanglojęzyczny podczas 88. ceremonii wręczenia Oscarów, jednak ostatecznie nominacji nie uzyskał.

## Obsada
- Susanne Wuest jako Matka
- Elias Schwarz jako Elias
- Lukas Schwarz jako Lukas

i inni

## Nagrody i nominacje
28. ceremonia wręczenia Europejskich Nagród Filmowych
- nagroda: Najlepszy Europejski Operator − Martin Gschlacht
- nominacja: Europejskie Odkrycie Roku − Veronika Franz i Severin Fiala

20. ceremonia wręczenia nagród Satelitów
- nominacja: najlepszy film zagraniczny (Austria)